# Turbonilla halanychi
Turbonilla halanychi is een slakkensoort uit de familie van de Pyramidellidae. De wetenschappelijke naam van de soort is voor het eerst geldig gepubliceerd in 2011 door Lygre, Kongsrud & Schander.